# Stellaria lanata
Stellaria lanata là loài thực vật có hoa thuộc họ Cẩm chướng. Loài này được Hook. f. miêu tả khoa học đầu tiên năm 1874.